# Kobilje, Malo Crniće
Kobilje (izvirno srbsko Кобиље) je naselje v Srbiji, ki upravno spada pod Občino Malo Crniće; slednja pa je del Braničevskega upravnega okraja.

## Demografija
V naselju živi 759 polnoletnih prebivalcev, pri čemer je njihova povprečna starost 47,1 let (43,8 pri moških in 50,1 pri ženskah). Naselje ima 286 gospodinjstev, pri čemer je povprečno število članov na gospodinjstvo 3,25.
Prebivalstvo je večinoma nehomogeno.
|  |

| Demografija | Demografija     | Demografija     |
| Leto        | Št. prebivalcev | Št. prebivalcev |
| ----------- | --------------- | --------------- |
|             |                 |                 |
|             |                 |                 |
|             |                 |                 |
|             |                 |                 |
| 1948        | 1721            |                 |
| 1953        | 1741            |                 |
| 1961        | 1714            |                 |
| 1971        | 1721            |                 |
| 1981        | 1629            |                 |
| 1991        | 1547            | 1196            |
| 2002        | 1466            | 930             |
|             |                 |                 |

| Etnična sestava po popisu iz leta 2002 | Etnična sestava po popisu iz leta 2002 | Etnična sestava po popisu iz leta 2002 | Etnična sestava po popisu iz leta 2002 | Etnična sestava po popisu iz leta 2002 |
| -------------------------------------- | -------------------------------------- | -------------------------------------- | -------------------------------------- | -------------------------------------- |
| Srbi                                   | Srbi                                   |                                        | 524                                    | 56,34%                                 |
| Vlahi                                  | Vlahi                                  |                                        | 296                                    | 31,82%                                 |
| Romuni                                 | Romuni                                 |                                        | 13                                     | 1,39%                                  |
| Makedonci                              | Makedonci                              |                                        | 3                                      | 0,32%                                  |
| Romi                                   | Romi                                   |                                        | 1                                      | 0,10%                                  |
| Neznano                                | Neznano                                |                                        | 61                                     | 6,55%                                  |